# Seznam paragvajskih nogometašev
Seznam paragvajskih nogometašev.

## A
- Danilo Aceval
- Roberto Miguel Acuña
- Aldo Adorno
- Edgar Aguilera
- Ever Hugo Almeida
- Guido Alvarenga
- Raúl Vicente Amarilla
- Francisco Arce
- Saturnino Arrúa
- Celso Ayala

## B
- Richard Báez
- Fredy Bareiro
- Diego Barreto
- Edgar Barreto
- Gustavo Benítez
- Miguel Angel Benítez
- Pedro Benítez
- Delfín Benítez Cáceres
- Aldo Bobadilla
- Carlos Bonet
- Hugo Brizuela

## C
- Roberto Cabañas
- Salvador Cabañas
- Julio César Cáceres
- Jorge Luis Campos
- Denis Caniza
- José Cardozo
- José Luis Chilavert
- Ernesto Cristaldo
- Nelson Cuevas

## D
- Paulo da Silva Barrios
- José Devaca
- Osvaldo Díaz
- Julio Dos Santos

## E
- Julio César Enciso
- Arsenio Erico
- Carlos Espínola
- Celso Esquivel

## F
- Roberto Fernández
- Diego Figueredo
- Sebastian Fleitas Miranda
- Juan Carlos Franco

## G
- Carlos Gamarra
- Diego Gavilán
- Pablo Gimenez
- Aurelio González
- Julio Valentín González
- Gabriel González (nogometaš)
- Derlis Gómez

## H
- Heriberto Herrera

## J
- Carlos Jara Saguier

## L
- Carlos Lugo
- Dante López

## M
- Rubén Maldonado
- Julio Manzur
- Emilio Martinez
- Eulogio Martínez
- José Montiel
- Carlos Morales Santos
- Claudio Marcelo Morel Rodríguez
- Gustavo Morínigo

## N
- Jorge Núñez

## P
- Carlos Humberto Paredes

## Q
- Victor Quintana

## R
- César Ramírez (nogometaš)
- Catalino Rivarola
- Cristian Riveros
- Arístides Rojas
- Julio César Romero
- Rodrigo Romero
- Rubén Ruiz Díaz
- Cayetano Ré

## S
- Santiago Salcedo
- Adriano Samaniego
- Daniel Sanabria
- Roque Santa Cruz
- Pedro Sarabia
- Estanislao Struway

## T
- Ricardo Tavarelli
- Delio Toledo
- Juan Bautista Torales
- Aureliano Torres

## V
- Nelson Váldez
- Juan Bautista Villalba
- Justo Villar

## Y
- Juan Carlos Yegros